# 11.6 – The French Job
11.6 – The French Job ist ein französischer Spielfilm von Philippe Godeau aus dem Jahr 2013. Er beruht auf wahren Begebenheiten.

## Handlung
August 2008: Seit rund zehn Jahren arbeitet Toni Musulin als Fahrer der Sicherheitsfirma IBRIS. Da er zwar mit Kneipeninhaberin Marion zusammenlebt, beide jedoch keine Kinder haben, erhält er wie jeden Sommer keinen Urlaub. Auch zur Beerdigung eines Freundes darf er nicht freinehmen und verärgert damit Marion, die sein Verhalten einmal mehr als Gleichgültigkeit interpretiert. Als er eine Vorladung zur Firmenleitung erhält, obwohl kein Anlass besteht, weigert sich Toni, hinzugehen bzw. eine Weigerungserklärung zu unterzeichnen. Seine Kollegen, deren Teamleiter er ist, bewundern ihn für sein Verhalten. Vor allem für den einfachen Arnaud ist Toni ein Vorbild und Freund.
Eines Tages ersteigert Toni auf einer Auktion für 105.800 Euro einen roten Ferrari F 430 Spider. Mit Marion, vor der er behauptet, es sei ein Leihwagen, fährt er für einen Abend nach Monte Carlo, fährt an der Hafenpromenade an den Yachten der Reichen vorbei und geht schließlich in ein einfaches Lokal essen und spielt Bowling. Am nächsten Tag fährt er wie immer mit dem Fahrrad zur Arbeit. Am Ende des Monats erhält Toni seine Gehaltsabrechnung und erkennt im Vergleich mit Arnauds Abrechnung, dass sein Vorgesetzter ihm für jeden Tag drei Fehlminuten berechnet hat, was am Ende des Monats eine erhebliche Differenz bedeutet. Toni, der nie zu spät gekommen ist, beschwert sich, doch zeigt sich sein Vorgesetzter desinteressiert, wiegelt ab und deutet an, dass er ihn möglicherweise schon immer um Geld betrogen hat, es ihm jedoch egal sei. Toni fühlt sich gedemütigt und schwört Rache.
Er reist zu seiner Mutter und besucht mit seinem Cousin einen exklusiven Club, in dem er Bergsteigerin Natalia kennenlernt. Er flirtet mit ihr und meint, er werde sich am 10. Januar von seiner Freundin trennen und sie anschließend anrufen. Natalia gibt ihm ihre Visitenkarte. Akribisch bereitet Toni seine Rache vor. Er mietet eine Garage unter falschem Namen, in der er vor der Rückwand eine Mauer hochzieht. Im so entstandenen Zwischenspalt deponiert er eine Münze, bevor er sämtliche Mauerlücken schließt. Er beginnt, Marion schlecht zu behandeln, erklärt ihr nicht, wo er seine Abende verbringt und sprüht sich schließlich kurz nach Silvester mit Damenparfüm ein. Sie wirft ihn raus, weil sie glaubt, dass er fremdgeht. Im Mai 2009 meldet er bei der Polizei, dass sein Ferrari gestohlen worden sei. Er nimmt zwei Kredite auf, mit denen er ein Motorrad kauft und einen Kleintransporter mietet. Er demütigt Arnaud, der daraufhin seine gemeinsamen Arbeitstouren mit ihm abbricht. Mit zwei neuen Kollegen geht er schließlich Anfang November auf eine Fahrt, in der das Geld einer Bank eingesammelt wird. Als beide Kollegen in einem Betrieb weitere Geldsäcke holen, fährt Toni mit dem IBRIS-Wagen unbehelligt davon, lädt das Geld in seinen geparkten Kleintransporter um und deponiert es in der Garage. Anschließend fährt er mit dem Motorrad in die Berge.
Tonis Coup, bei dem 11,6 Millionen Euro erbeutet wurden, sorgt für Furore. Die Ermittlungen ergeben erhebliche Verfehlungen bei IBRIS, so wurden zentrale Regeln und Vorgaben nicht eingehalten. Nachdem die Befragungen der Kollegen Missstände im Betrieb offengelegt haben, tritt der gesamte IBRIS-Vorstand zurück. Toni wird für sein Handeln in den sozialen Netzwerken als Held gefeiert. Die Zustimmung steigert sich noch, als in Tonis Garage nur ein Teil des Geldes entdeckt wird: 2,5 Millionen Euro bleiben verschwunden und es gilt als sicher, dass Toni das Geld versteckt hat. Der wiederum sucht in den Bergen nach Natalia, doch ist sie auf einer Bergtour und es ist ungewiss, wann sie zurück sein wird. Toni stellt sich schließlich am 16. November 2009 in Monaco der Polizei. Weil in Monaco nicht nach ihm gefahndet wird, lässt er sich an Frankreich ausliefern. Bei der Befragung durch die Polizei ist Toni der Überlegene. Er behauptet, kein Geld an sich genommen zu haben. Dennoch kann ihm die Polizei neben dem Diebstahl auch einen versuchten Versicherungsbetrug nachweisen, so sei erwiesen, dass sein Wagen nicht gestohlen worden sei, sondern Toni ihn selbst außer Landes gebracht habe. Nach elf Monaten Isolationshaft, die als ungewöhnlich hart kritisiert wird, wird Toni zu fünf Jahren Haft verurteilt. Die Höchststrafe für den Gelddiebstahl liegt bei drei Jahren und so wird es als Justizskandal bezeichnet, dass Toni zwei zusätzliche Jahre wegen versuchten Versicherungsbetrugs erhalten hat. Auch im Gefängnis behält Toni jedoch die Oberhand. Im Winter berichtet er einer Zeitung, dass er in seiner Garage eine Mauer hochgezogen hat, die die Polizei nicht entdeckt hatte. Die Demütigung der Ermittler erreicht schließlich ihren Höhepunkt, als sie die Mauer niederreißen und nur eine Münze finden. Die Summe von 2,5 Millionen Euro bleibt verschwunden.

## Produktion

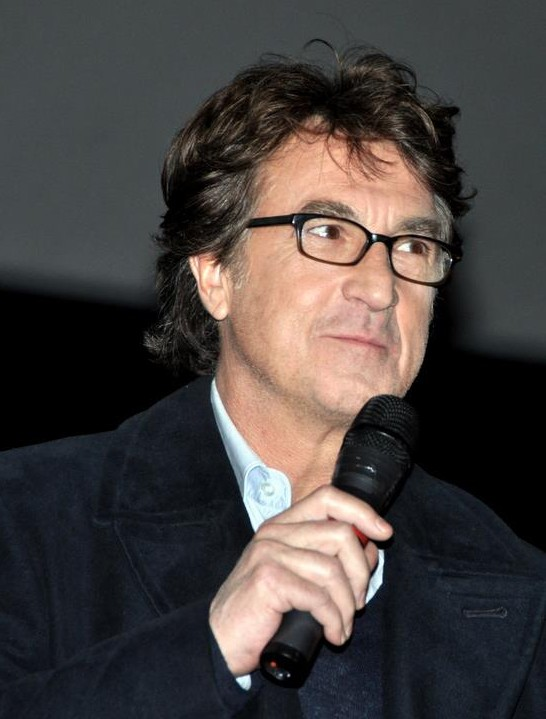
François Cluzet während der Vorpremiere des Films im März 2013

11.6 – The French Job beruht lose auf dem Buch Toni 11.6 – Histoire du convoyeur von Alice Géraud-Arfi aus dem Jahr 2011. Die Journalistin setzte sich darin mit dem wahren Fall von Toni Musulin auseinander, der am 5. November 2009 11,6 Millionen Euro erbeutet und sich am 16. November 2009 in Monaco der Polizei gestellt hatte. Zu fünf Jahren Freiheitsstrafe verurteilt wurde er am 29. September 2013 wegen guter Führung vorzeitig aus der Haft entlassen. Auch in der Realität ist der Verbleib der restlichen 2,5 Millionen Euro unbekannt.
Die Dreharbeiten fanden unter anderem in Lyon, Villeurbanne, Chamonix und Monaco (u. a. Hotel Fairmont Monaco) statt. Die Kostüme schuf Nathalie du Roscoät, die Filmbauten stammen von Thérèse Ripaud. Der Filmtitel 11.6 bezieht sich auf die erbeutete Gesamtsumme des Coups.
Der Film kam am 3. April 2013 in die französischen Kinos, in denen er von rund 321.000 Zuschauern gesehen wurde. In Deutschland erschien er am 23. Januar 2014 direkt auf DVD.

## Auszeichnungen
Philippe Godeau war auf dem Internationalen Filmfestival Karlovy Vary 2013 für den Kristallglobus nominiert. Bouli Lanners erhielt 2014 eine Nominierung für den belgischen Magritte in der Kategorie Bester Nebendarsteller.